# Franck Honorat
Franck Honorat (Tolone, 11 agosto 1996) è un calciatore francese, attaccante del Borussia M'gladbach.

## Caratteristiche tecniche
È un'ala destra.

## Carriera

### Club
Cresciuto nelle giovanili del Nizza, ha esordito in prima squadra il 3 novembre 2013 nel match perso 2-1 contro il Bordeaux.
Il 20 giugno 2016 viene ceduto in prestito al Sochaux.
L'11 luglio 2023 viene acquistato dal Borussia M'gladbach.

### Nazionale
Ha giocato nelle nazionali giovanili francesi Under-16, Under-17, Under-18 ed Under-19.

## Statistiche

### Presenze e reti nei club
Statistiche aggiornate all'11 maggio 2024.
| Stagione             | Squadra              | Campionato           | Campionato | Campionato | Coppe nazionali | Coppe nazionali | Coppe nazionali | Coppe continentali | Coppe continentali | Coppe continentali | Altre coppe | Altre coppe | Altre coppe | Totale | Totale | Totale |
| Stagione             | Squadra              | Comp                 | Pres       | Reti       | Comp            | Pres            | Reti            | Comp               | Pres               | Reti               | Comp        | Pres        | Reti        | Pres   | Reti   |        |
| -------------------- | -------------------- | -------------------- | ---------- | ---------- | --------------- | --------------- | --------------- | ------------------ | ------------------ | ------------------ | ----------- | ----------- | ----------- | ------ | ------ | ------ |
| 2013-2014            | Nizza                | L1                   | 8          | 0          | CF+CdL          | 0               | 0               |                    | -                  | -                  |             | -           | -           | 8      | 0      |        |
| 2014-2015            | Nizza                | L1                   | 5          | 0          | CF+CdL          | 0               | 0               |                    | -                  | -                  |             | -           | -           | 5      | 0      |        |
| 2015-2016            | Nizza                | L1                   | 6          | 0          | CF+CdL          | 1+0             | 0               |                    | -                  | -                  |             | -           | -           | 6      | 0      |        |
| Totale Nizza         | Totale Nizza         | Totale Nizza         | 19         | 0          |                 | 1               | 0               |                    | -                  | -                  |             | -           | -           | 20     | 0      |        |
| 2016-2017            | Sochaux              | L2                   | 23         | 0          | CF+CdL          | 0+5             | 0+1             |                    | -                  | -                  |             | -           | -           | 28     | 1      |        |
| 2017-2018            | Clermont Foot        | L2                   | 35         | 3          | CF+CdL          | 3+0             | 0               |                    | -                  | -                  |             | -           | -           | 38     | 3      |        |
| 2018-2019            | Clermont Foot        | L2                   | 35         | 4          | CF+CdL          | 3+1             | 3+0             |                    | -                  | -                  |             | -           | -           | 39     | 7      |        |
| Totale Clermont Foot | Totale Clermont Foot | Totale Clermont Foot | 70         | 7          |                 | 7               | 3               |                    | -                  | -                  |             | -           | -           | 77     | 10     |        |
| 2019-2020            | Saint-Étienne        | L1                   | 12         | 0          | CF+CdL          | 4+1             | 0               | UEL                | 2                  | 0                  | -           | -           | -           | 19     | 0      |        |
| 2020-2021            | Brest                | L1                   | 36         | 8          | CF              | 1               | 0               |                    | -                  | -                  |             | -           | -           | 37     | 8      |        |
| 2021-2022            | Brest                | L1                   | 34         | 11         | CF              | 3               | 0               |                    | -                  | -                  |             | -           | -           | 37     | 11     |        |
| 2022-2023            | Brest                | L1                   | 27         | 5          | CF              | 2               | 0               |                    | -                  | -                  |             | -           | -           | 29     | 5      |        |
| Totale Brest         | Totale Brest         | Totale Brest         | 97         | 24         |                 | 6               | 0               |                    | -                  | -                  |             | -           | -           | 103    | 24     |        |
| 2023-2024            | Borussia M'gladbach  | BL                   | 32         | 3          | CG              | 3               | 2               |                    | -                  | -                  |             | -           | -           | 35     | 5      |        |
| Totale carriera      | Totale carriera      | Totale carriera      | 253        | 34         |                 | 27              | 6               |                    | 2                  | 0                  |             | -           | -           | 282    | 40     |        |